# Jacob van Lathem
Jacob van Lathem (Gent, ca. 1470 – na 1528) was een Vlaams schilder die tussen 1493 en 1528 actief was. Hij was veelvuldig betrokken bij de decoratie van kerken en paleizen en werkte dus evengoed in Gent, Brussel en Antwerpen, maar ook in Spanje waar hij op verscheidene reizen zijn opdrachtgevers vergezelde. Hij wordt ook Jacques van Lathem of van Laethem genoemd, maar uit een kwijting van 4 maart 1500 blijkt dat hij zichzelf Jacob van Lathem noemde.

## Biografie
Jacob Van Lathem werd tussen 1460 en 1480 geboren als tweede zoon van de miniaturist Lieven van Lathem. Hij kreeg zijn opleiding waarschijnlijk bij zijn vader en van 1490 tot 1493 was hij in dienst van Johan II van Portugal. In 1493 trad hij toe tot het Antwerpse Sint-Lucasgilde en in 1494 trad hij in dienst bij Filips de Schone als "varlet de chambre et peintre de monseigneur".
Hij vergezelde Filips de Schone op diens reis naar Spanje van 1502 tot 1503. Uit de documentatie blijkt trouwens dat ook zijn broer Lieven van Lathem (junior), de goudsmid, deel uitmaakte van het gezelschap. In 1506 zal hij Filips opnieuw vergezellen als die naar Spanje reist om door de Cortes erkend te worden als koninggemaal van Castilië. Na het overlijden van Filips op 25 september 1506 in Burgos keerde Jacob terug naar de Nederlanden. Daar is hij in dienst geweest van Maximiliaan van Oostenrijk en werkte hij onder meer voor het hof van Margaretha van Oostenrijk. Van 1517-1520 vergezelde hij Karel V op diens reis naar Spanje.
Van 1522 tot 1528 gaat hij in het gevolg van Karel V voor een laatste maal naar Spanje.

## Werk
Jacob van Lathem lijkt vooral betrokken te zijn geweest bij grote projecten van ceremoniële decoratie. In 1497 bijvoorbeeld zorgde hij voor de decoratie van de kerk van het paleis op de Koudenberg in Brussel, ter gelegenheid van de requiemmissen die werden gezongen ter nagedachtenis van Johan van Aragón, de kroonprins van Aragon en Castilië, die op 4 oktober van dat jaar was overleden in Salamanca.
Drie jaar later werkte hij als decorateur op de plechtigheden bij het overlijden van hertog Albrecht van Saksen en eerder dat jaar was hij betrokken geweest bij de versiering van de Sint-Baafskathedraal in Gent, toen nog de Sint-Janskerk, voor de viering van het doopsel van Karel de graaf van Charolais, de toekomstige keizer Karel V, op 7 maart 1500.  Nog steeds in hetzelfde jaar maakt hij een handschrift met de stamboom van Filips de Schone voor diens vader Maximiliaan van Oostenrijk.
Noch van zijn eerste, noch van zijn tweede reis naar Spanje zijn er werken bekend. Er zijn wel vier werken bewaard gebleven in het Château de la Follie in Ecaussinnes. Die zouden door het Spaanse hof geschonken zijn aan Isabeau de Witthem de Beersel, de weduwe van Bernard II van Orley, een van de heren uit het gevolg van Filips de Schone (hij was zijn “Grand Echanson” en stierf korte tijd na zijn heer in Burgos aan een mysterieuze ziekte). De onderwerpen van de werken zijn:

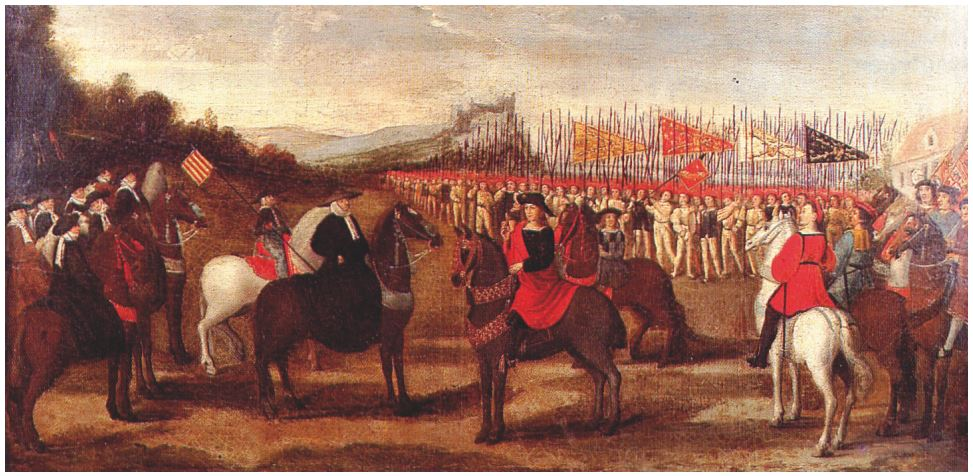
Ontmoeting van Filips de Schone en Ferdinand II van Aragon in Remesal (Spanje)
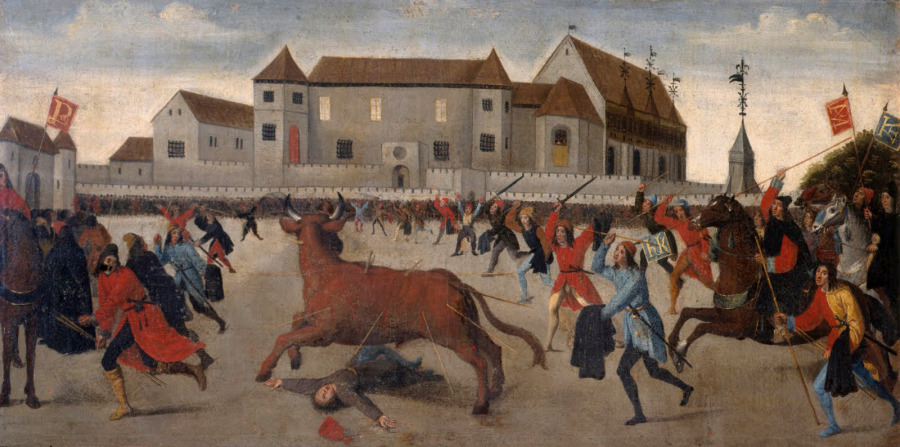
Stierengevecht in Benavente ter ere van Filips de Goede

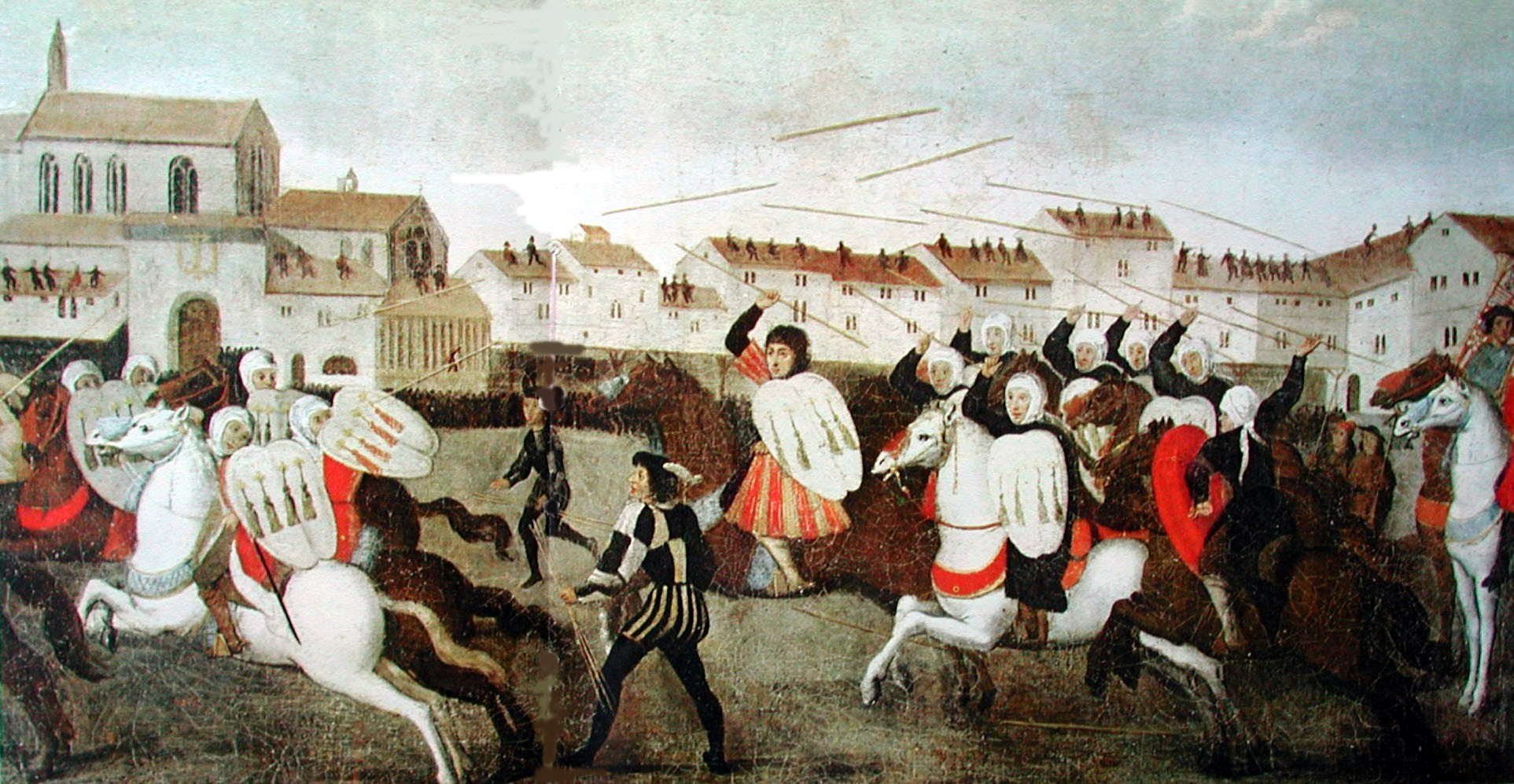
Een "juego de cañas"[5] in Valladolid.
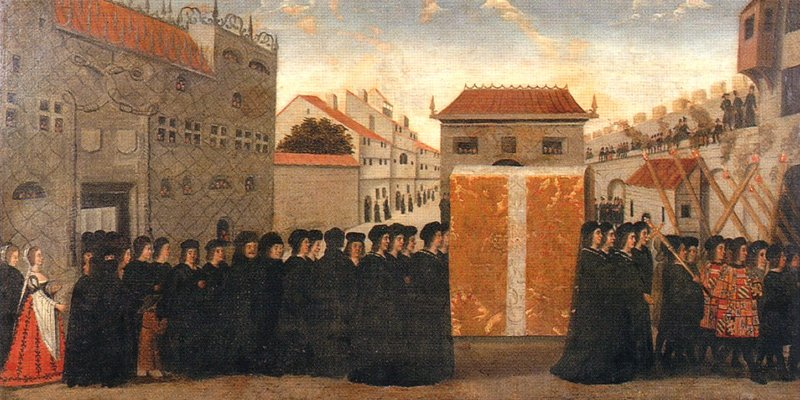
Begrafenis van Filips de Schone in Burgos

Deze panelen lijken niet het werk van een groot kunstenaar te zijn, maar anderzijds doet de precisie waarmee de vlaggen en de heraldieke symbolen werden geschilderd vermoeden dat hier iemand met ervaring ter zake aan het werk geweest is en dat zou Jacob van Lathem kunnen geweest zijn want wapenschilden en dergelijke waren ten slotte zijn specialiteit.
Ook in de periode na zijn tweede reis naar Spanje blijkt hij voornamelijk bezig geweest te zijn met decoratiewerken. Zo zorgde hij mee voor de versiering van de Sint-Goedelekerk in Brussel ter gelegenheid van het XVIII kapittel van de Orde van het Gulden Vlies in oktober van 1516. en gegeven zijn ervaring met dergelijke projecten is het best mogelijk dat hij ook betrokken was bij de versiering van de Kathedraal van Barcelona voor het XIX kapittel van de Orde.
Ook voor de begrafenisplechtigheden voor Willem van Croÿ, die gestorven was na een val van zijn paard in Worms tijdens de Rijksdag die daar van januari tot mei 1521 werd gehouden, werden 54 goudguldens betaald aan "le peintre de l’empereur" voor het schilderen van blazoenen en een schilderij, ook hier ging het waarschijnlijk om Jacob van Lathem.
Er wordt gezegd dat de decoraties voor de herdenkingsplechtigheden voor koning Manuel I van Portugal, een van zijn laatste activiteiten zou geweest zijn en dat hij kort daarna stierf, maar dit is niet correct want in 1522 decoreerde Jacob van Lathem de kerk van het klooster van de heilige Clara ter gelegenheid van een herdenkingsplechtigheid die Karel V organiseerde voor zijn vader Filips de Schone. In 1533 zou hij nog betrokken geweest zijn bij het maken van vaandels en wapenschilden voor een groot toernooi dat door Karel V werd gehouden. Ook voor een toernooi gehouden in Sevilla in 1526 zou Jacob nog wapenschilden en banieren versierd hebben. Verder zou hij nog meegewerkt hebben aan de versieringen voor de begrafenisplechtigheden van Isabella van Habsburg, een zus van Karel V..  En zo kan zijn aanwezigheid in Spanje documentair gestaafd worden tot minstens juli 1528.

## Ontwerp van munten
Naast zijn werk als schilder en decorateur is Jacob van Lathem ook betrokken geweest bij het ontwerp van munten. Uit een betalingsopdracht van 4 maart 1501 blijkt dat Jacob van Lathem voor de munt van Luxemburg een aantal ontwerpen maakte voor zilveren en gouden munten. De opdracht luidt:
"Monsieur le maistre Jan Humbelot, il vous plaise à payer à maistre Jaques van Lathem, painctre de Monseigneur l’Archiduc la somme de deux florins philippus d’or a cause de divers patrons de deniers do et dargent qui par lui ont esté faictz pour servir en la monnoye de Luxembours ou mon dit seigneur" (...) "cy mis le iiii- ieme jour de mars xv.c vanden Berghe et le Bugneteur"
De kwijting van Jacob van Lathem vindt u hieronder:
"Je Jacob van Lathem schilder mijner genaedichs heeren Eertshertoghe van Oestenrijck kenne ontfaen hebbende van Jan Hombelot meester particulier vande munte van Vlaenderen de somme van ij gouden philippus gulden ende dat ter causen van xij patrone van penninghe die ic gemaect hebbe dienende voor de munte van Luxembourg bider ordinancie van Colaert le bugneteur ende philippe vanden berghe generael meesters van allen den munte" (...) "den vi -den dagh van merte anno xv.c"
Uit andere documenten blijkt dat Jacob van Lathem ook ontwerpen maakte voor de Bourgondische Munt.

## Schilderijen
Het werk Filips de Schone als jongen wordt toegeschreven aan Jacob van Lathem. Het bevindt zich in Upton House bij Banbury in Warwickshire, Engeland. Er zijn een aantal gelijkaardige portretten gekend onder meer in het Rijksmuseum in Amsterdam, Windsor Castle en in de Koninklijke Musea voor Schone Kunsten in Brussel. Ze zien er allemaal gelijkaardig uit met Filips in een driekwart pose. De identiteit van de geportretteerde is vrij zeker door vergelijking met het linkerluik van de Zierikzee triptiek van de Meester van het leven van Jozef. Deze portretten werden toegewezen aan Jacob van Lathem maar ook aan de meester van het leven van Jozef en aan de Magdalena-meester. Recent denkt men voor het paneel in Brussel aan Pieter van Coninxloo.
In het Sint-Gummarusaltaar van de Sint-Gummaruskerk in Lier bevindt zich een tweeluik geschilderd door Frans Francken II in 1627 geschilderd op de buitenluiken van een vroeg-zestiende-eeuws altaarstuk. Op de binnenzijde van de luiken vindt men een Geboorte van Christus en een Opdracht in de tempel die minstens honderd jaar ouder zijn en die worden toegeschreven aan Jacob van Laethem. Ook deze toeschrijving is allesbehalve zeker.
- Biografisch Portaal: 05484195
- RKD-Nederlands Instituut voor Kunstgeschiedenis: 47350
- Union List of Artist Names: 500002506
- Virtual International Authority File: 95695880